# Bruinkaptroepiaal
De bruinkaptroepiaal (Chrysomus ruficapillus) is een zangvogel uit de familie Icteridae (troepialen).

## Verspreiding en leefgebied
Deze soort telt 2 ondersoorten:
- C. r. frontalis: Frans-Guyana en oostelijk Brazilië.
- C. r. ruficapillus: van oostelijk Bolivia en zuidelijk Brazilië tot noordelijk Argentinië en Uruguay.